# Ředice (Ještědsko-kozákovský hřbet)
Ředice (649 m n. m.) je vrch v okrese Semily Libereckého kraje. Leží asi 0,5 km zjz. od Morcinova na katastrálním území Košov a Rváčov.

## Popis vrchu

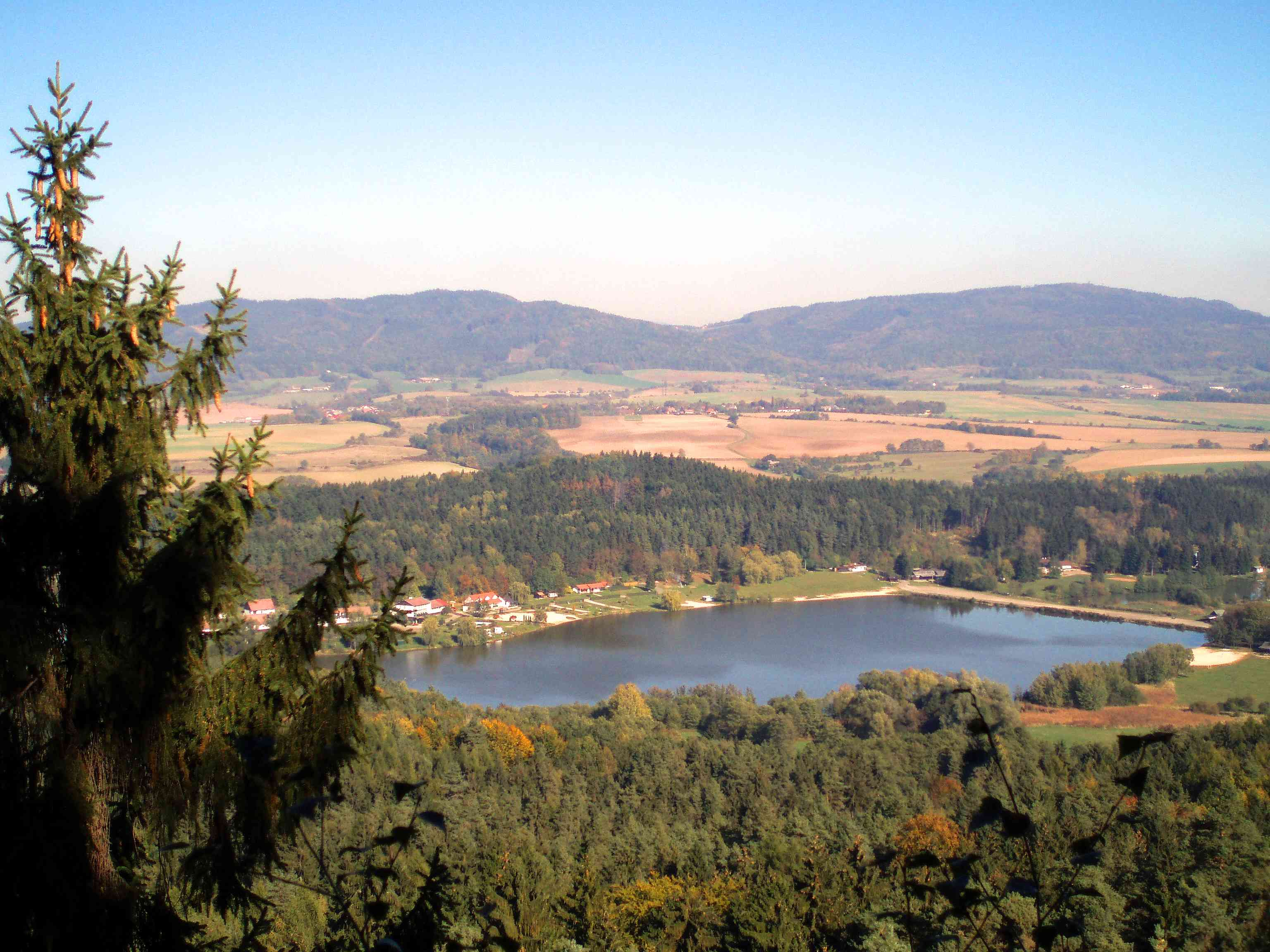
Oborský rybník, Ředice (vlevo) a Tábor

Elevace je na jihovýchodě zakončena zhruba severo-jižně orientovaným hřbetem Kozlova (606 m n. m.), za kterým terén spadá do průlomového údolí Cidliny. Na druhé straně údolí vystupuje kolmo orientovaný hřbet sousedního vrchu Tábor (678 m n. m.).

## Geomorfologické zařazení
Vrch náleží do celku Ještědsko-kozákovský hřbet, podcelku Kozákovský hřbet, okrsku Táborský hřbet, podokrsku Rváčovský hřbet a části Košovský hřbet.

## Přístup
V blízkém okolí vrchu procházejí turistické značky všech barev, nejblíže vede modrá z rozcestí Morcinov – u křížku do osady Ředice dále do vsi Dráčov.